# Oberleitungsbus Solingen
Der Oberleitungsbus Solingen, im Volksmund auch Stangentaxi genannt, ist neben Eberswalde und Esslingen am Neckar eines von drei verbliebenen Oberleitungsbus-Systemen in Deutschland. Mit einer Streckenlänge von 102 Kilometern und einem Fahrzeugbestand von 57 Gelenkwagen und 8 Solowagen (bis hierhin Stand 2024) besitzt Solingen das größte O-Bus-System in Deutschland. Elektrisch betrieben werden die sechs Durchmesserlinien 681 bis 686 und 695 sowie seit Januar 2024 die Linien 691 und 694.
Örtliches Verkehrsunternehmen sind die Stadtwerke Solingen (SWS). Sie betreiben ergänzend zu den O-Bus-Linien auch diverse Stadtbus-Verbindungen. Ein kleiner Teil des Solinger O-Bus-Netzes führt in der benachbarten Stadt Wuppertal zum dortigen Bahnhof Vohwinkel.

## Linien
| Linie | Strecke | Fahrtzeit in Minuten | Haltestellen | Fahrzeuge                      |
| ----- | --- | -------------------- | ------------ | ------------------------------ |
| 681   | Hauptbahnhof – Merscheid – Graf-Wilhelm-Platz – Bahnhof Mitte – Hästen                                                                                | 36                   | 28 / 27      | Swisstrolley 3, AG 300 T       |
| 682   | Hauptbahnhof – Wald – Central – Graf-Wilhelm-Platz – Grünewald – Höhscheid-Brockenberg                                                                | 45 / 43              | 32           | Swisstrolley 3, AG 300 T       |
| 683   | Wuppertal-Vohwinkel Bahnhof – Wuppertal-Vohwinkel Schwebebahn – Gräfrath – Central – Graf-Wilhelm-Platz – Bahnhof Mitte – Krahenhöhe – Burger Bahnhof | 47 / 46              | 36 / 35      | Swisstrolley 3, Trollino 18 IV |
| 684   | Schule Widdert – Vockert – Wittenberg – Bahnhof Mitte P&R – Graf-Wilhelm-Platz – Hasselstraße                                                         | 27 / 28              | 22           | AG 300 T                       |
| 685   | Aufderhöhe – Schmalzgrube – Klingenhalle – Graf-Wilhelm-Platz                                                                                         | 33 / 34              | 24 / 23      | Trollino 12 IV                 |
| 686   | Graf-Wilhelm-Platz – Mangenberg – Kotten – Schmalzgrube – Aufderhöhe                                                                                  | 40 / 39              | 29           | Trollino 12 IV                 |
| 691   | Höhscheid – Aufderhöhe – Hauptbahnhof – Ohligs Markt – St.-Lukas-Klinik                                                                               | ca. 30               | 17 / 24      | Trollino 12 IV                 |
| 694   | Hauptbahnhof – Aufderhöhe – Landwehr/Rupelrath – Leichlingen Bahnhof – Leichlingen Busbahnhof                                                         | ca. 25               | 18 / 20      | Trollino 12 IV                 |
| 695   | Gräfrath, Abteiweg – Graf-Wilhelm-Platz – Bahnhof Mitte – Meigen                                                                                      | 40 / 33              | 29 / 24      | Trollino 12 IV                 |

Die Linien 681 und 682 sind am Hauptbahnhof genauso wie die Linien 685 und 686 am Graf-Wilhelm-Platz betrieblich miteinander verknüpft, sodass eine Weiterfahrt im selben Fahrzeug möglich ist. Seit Januar 2024 wurden die Linien 691 und 694 ebenfalls mit den Linien 685 und 686 am Busbahnhof Aufderhöhe miteinander verknüpft. Dadurch besteht zwischen der Innenstadt und dem Hauptbahnhof ein Ringverkehr. In der Innenstadt existiert im Abschnitt Rathaus–Mühlenplatz–Graf-Wilhelm-Platz eine Stammstrecke, die von sechs der sieben Linien (681–684, 686 und 695) bedient wird. Insgesamt werden 137 Haltestellen bedient, davon sieben auf Wuppertaler Stadtgebiet. 27 von ihnen werden mit dem Hilfs- bzw. Batterieantrieb angefahren, darunter zwei in Wuppertal. Die insgesamt sechs Zwischen-Wendeschleifen Gräfrath, Wald Kirche, Höhscheid, Schmalzgrube, Bülowplatz und Krahenhöhe ermöglichen verkürzte Linienführungen. Die Wendeschleife Schmalzgrube ist als einzige nicht elektrifiziert.
Die Linien 681, 682 und 683 verkehren werktags alle 10 Minuten, wobei der Streckenabschnitt Burger Bahnhof – Krahenhöhe nur alle 30 Minuten bedient wird. Auf der 684 wird alle 15 Minuten gefahren. Die restlichen Linien verkehren im 30-Minuten-Takt, wobei sich auf den Linien 685 und 686 ein 15-Minuten-Takt ergibt, lediglich in der Innenstadt wird der Ring halbstündlich wechselnd befahren.

## Geschichte

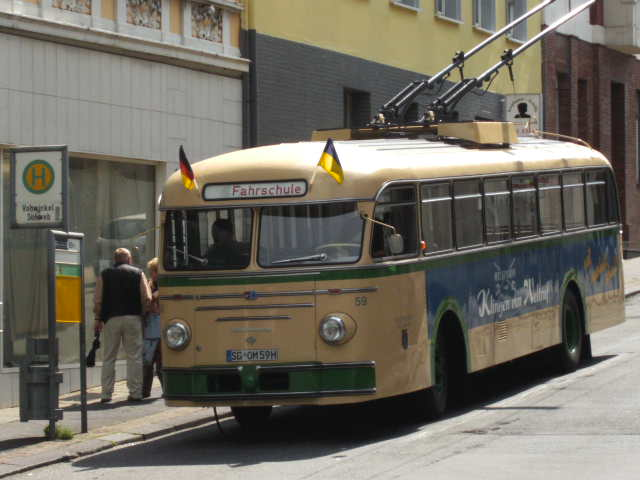
Oberleitungsbus der ersten Generation: ÜHIIIs

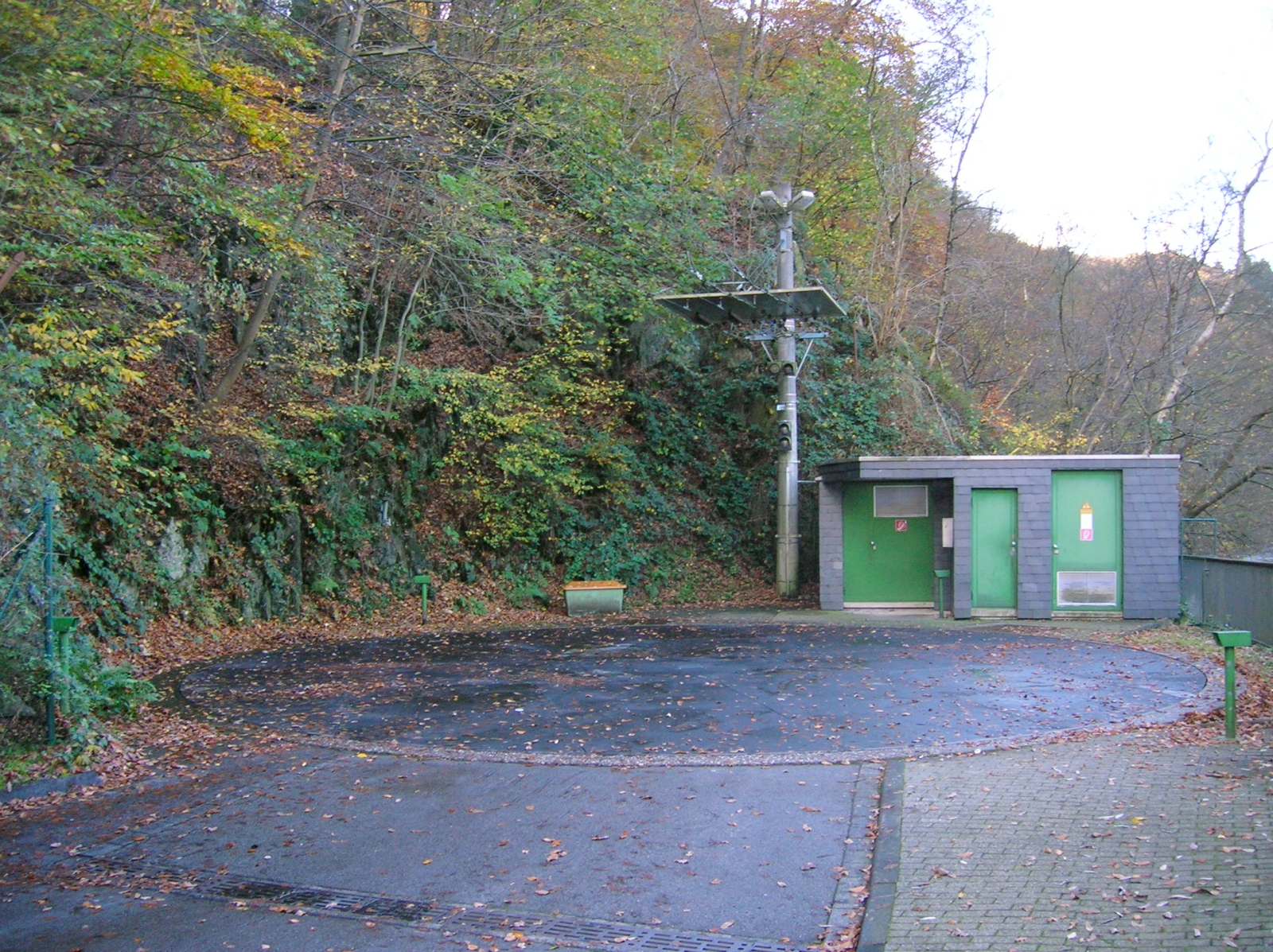
Drehscheibe Unterburg

### Ende der Straßenbahn und Umstieg auf den Oberleitungsbus
Die Infrastruktur des seit 1896 bestehenden Solinger Straßenbahnnetzes nahm infolge der Luftangriffe auf Solingen während des Zweiten Weltkriegs beträchtliche Schäden. Ein moderner, zweigleisiger Ausbau des Netzes hätte etwa zehn Millionen D-Mark gekostet; so diskutierte der Stadtrat in den ersten Nachkriegsjahren über Alternativen zur Straßenbahn. Zunächst wurde sie jedoch provisorisch weitestgehend wieder instand gesetzt, so dass der Öffentliche Personennahverkehr in Solingen wieder gewährleistet werden konnte.
Anfang der 1950er Jahre beschloss die Stadtverwaltung die Einstellung der Straßenbahn und den Umstieg auf den Oberleitungsbus. Wesentliche Gründe für diese Entscheidung waren trotz der hohen Kosten für die Installation der Oberleitungsinfrastruktur die niedrigen Betriebs- und Treibstoffkosten sowie die lange Lebensdauer der O-Busse. So wurden die Straßenbahnstrecken innerhalb von siebeneinhalb Jahren schrittweise auf Oberleitungsbusbetrieb umgestellt. Die letzte Straßenbahnlinie ging im November 1959 außer Betrieb.
Im Gegensatz zu vielen anderen Städten in Deutschland hatte Solingen damit sein gesamtes Hauptverkehrsnetz auf den Betrieb mit Oberleitungsbussen umgestellt und nicht nur kleinere Teilstücke wie andere Städte.
Die einzelnen Abschnitte der ersten vier Oberleitungsbuslinien gingen wie folgt in Betrieb, aufgeführt sind die heutigen Haltestellenbezeichnungen:
| 19.06.1952 | Graf-Wilhelm-Platz – Rathaus – Mangenberg – Hauptbahnhof | 8,3 km | Linie 1 |
| 01.08.1953 | Hauptbahnhof – Wald Kirche                               | 4,2 km | Linie 2 |
| 01.10.1953 | Wald Kirche – Central – Rathaus                          | 3,9 km | Linie 2 |
| 15.06.1955 | Graf-Wilhelm-Platz – Birkerstraße – Höhscheid            | 2,4 km | Linie 2 |
| 07.08.1955 | Graf-Wilhelm-Platz – Werwolf – Bahnhof Mitte – Hästen    | 3,4 km | Linie 1 |
| 01.06.1957 | Werwolf – Schule Widdert                                 | 4,6 km | Linie 4 |
| 07.10.1958 | Central – Wuppertal-Vohwinkel Schwebebahn                | 5,8 km | Linie 3 |
| 02.12.1959 | Bahnhof Mitte – Burg Brücke                              | 6,1 km | Linie 3 |
|            |                                                          |        |         |

Die neuen Linien wurden hauptsächlich mit Fahrzeugen des Typs ÜHIIIs bedient. Zum 2. Dezember 1959 war mit der Umwandlung der letzten Straßenbahnstrecke das Schienennetz von 1939 vollständig umgestellt. Gleichzeitig ging auch die Drehscheibe Unterburg in Betrieb, inzwischen ein überregional bekanntes Kuriosum des Solinger Betriebes.
Mit einer Streckenlänge von 38,7 Kilometern hatte Solingen damals nach dem Oberleitungsbus Moers und dem Oberleitungsbus Siegen das drittgrößte O-Bus-Netz Deutschlands. Bezüglich des Fahrzeugbestands war Solingen sogar führend, alle vier Linien wurden zu den Hauptverkehrszeiten im Fünf-Minuten-Takt bedient. Zum O-Bus-Netz der Wuppertaler Stadtwerke, es bestand von 1949 bis 1972, existierte hingegen nie eine Verbindung.

### Die ÄraTrolleybus Solingen(1968–1988)

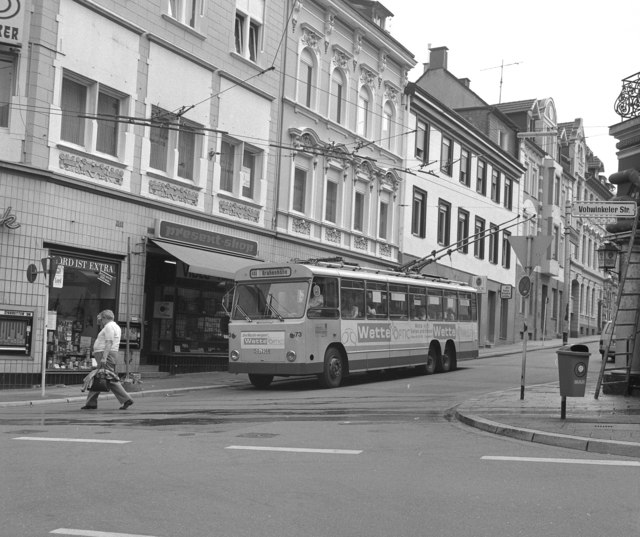
Der im Eigenbau entstandene Typ Trolleybus Solingen

Die Fahrzeuge der ersten Generation erreichten teilweise eine Lebensdauer von über 20 Jahren; sie wurden erst Anfang der 1970er Jahre ausgemustert, nachdem die zweite Oberleitungsbus-Generation mit insgesamt 80 Fahrzeugen – die in Eigenbau der Stadtwerke entstandenen Wagen des Typs Trolleybus Solingen – vollständig betriebsbereit war. Der Hintergrund dieser Eigenbaumaßnahme war das Fehlen eines passenden, serienmäßigen Fahrzeugtyps, der den Ansprüchen der Solinger Stadtwerke bezüglich Geräumigkeit und Leistungsstärke gerecht wurde.
Seit der Gründung des Verkehrsverbunds Rhein-Ruhr (VRR) am 1. Januar 1980 ist auch der Solinger Oberleitungsbus in diesen integriert. Infolgedessen änderten sich die Liniennummern, aus den Linien eins bis vier wurden die Linien 681 bis 684. Zu Beginn der 1980er Jahre erfolgten zudem zwei kleinere Erweiterungen:
| 30.05.1981 | Rathaus – Hasselstraße            | 2,6 km   | Linie 684 |
| 11.09.1982 | Höhscheid – Höhscheid-Brockenberg | 0,787 km | Linie 682 |

Im Jahr 1988 wurden sämtliche Fahrzeuge der zweiten Generation ausgemustert und bis auf zwei Ausnahmen an den Oberleitungsbusbetrieb im argentinischen Mendoza verkauft, am 1. Mai 2010 wurde sie endgültig außer Dienst gestellt.

### Die Generation der MAN-Solo- und Gelenkwagen (1984–2003)

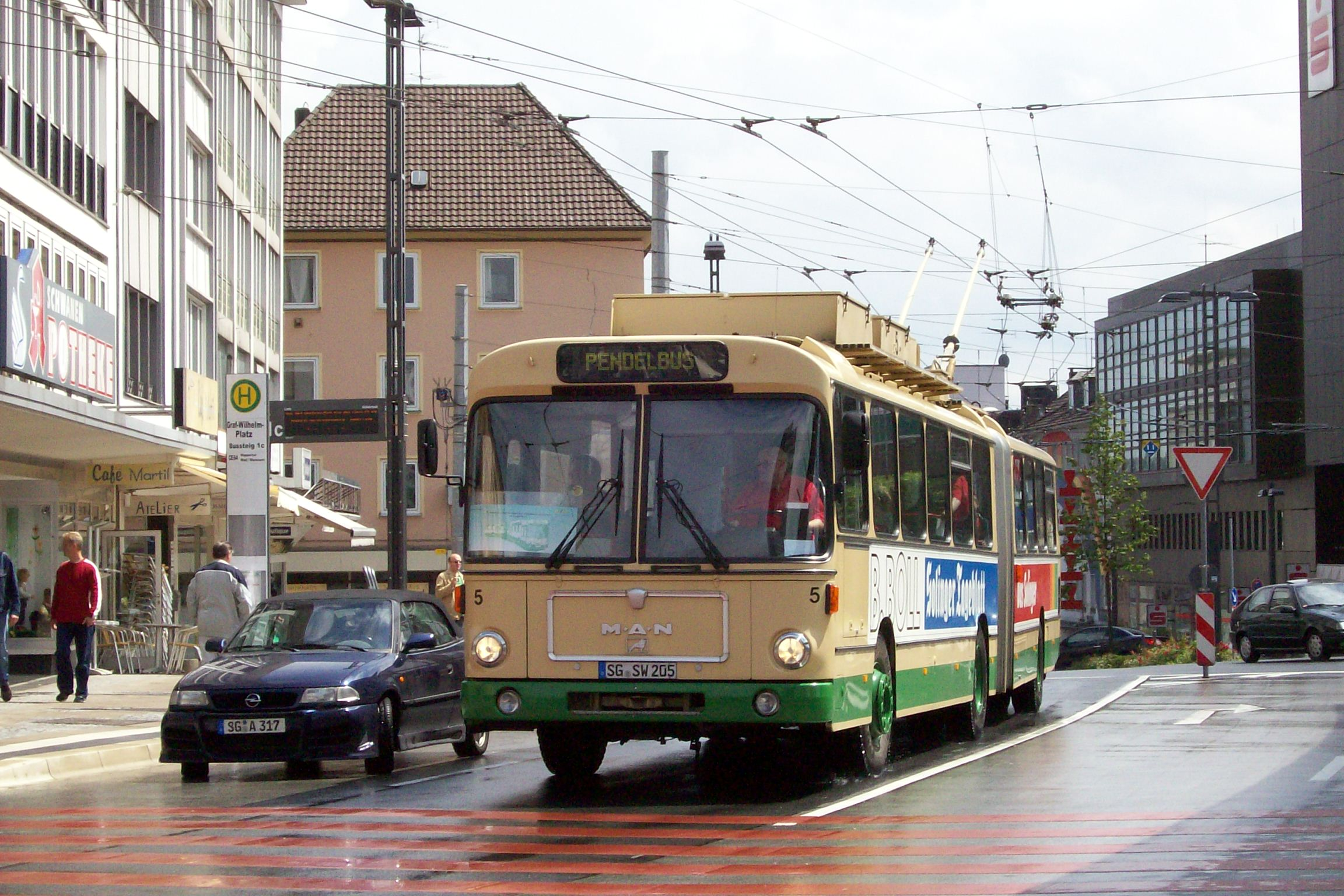
MAN-Gelenkoberleitungsbus der dritten Generation

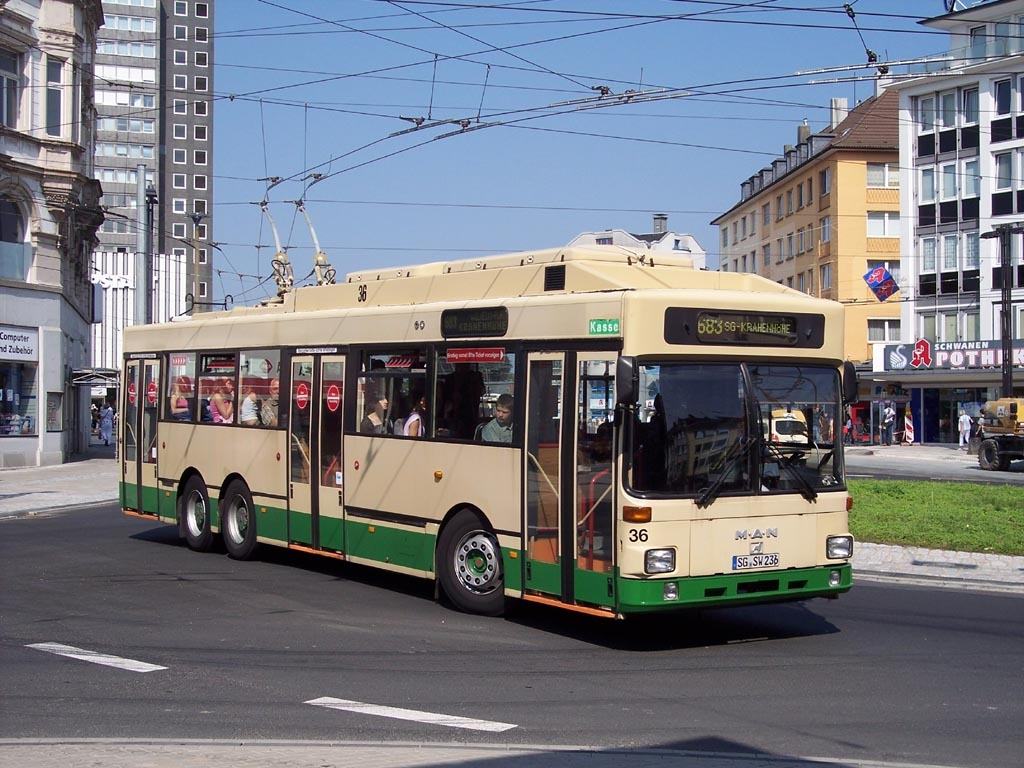
Dreiachsiger MAN-Solowagen

Schon Ende der 1970er Jahre entstanden die Planungen zur Beschaffung der dritten Fahrzeuggeneration. Man entschied sich diesmal wieder für Serienfahrzeuge. Nach ausführlicher Erprobung des bei ÖAF Gräf & Stift gebauten Prototyps MAN SG 200 TH wurden ab 1984 die ersten Gelenkwagen des Typs MAN SG 200 HO ausgeliefert und in Dienst gestellt. Zwei Jahre später folgten die dreiachsigen MAN SL 172 HO-Solowagen. 1987 war der komplette Fuhrpark erneuert.
In den 1990er Jahren wurde das Netz erweitert, sodass es seine heutige Ausdehnung erreichte. In diesem Zusammenhang erhöhte sich die Zahl der Linien von vier auf sechs:
| 22.08.1993 | Mangenberg – Kotten   | zusammen 8,2 km | Linie 686          |
| 22.08.1993 | Birkerstraße – Kotten | zusammen 8,2 km | Linie 685          |
| 22.08.1993 | Kotten – Aufderhöhe   | zusammen 8,2 km | Linien 685 und 686 |

Mitte der 1990er Jahre wurden die Stadtwerke Solingen, der Betreiber des ÖPNVs in Solingen, teilprivatisiert. Der neue Investor schlug 1995 aus Kostengründen die Aufgabe des O-Bus-Betriebes vor. Man beabsichtigte, die inzwischen veraltete Fahrzeugflotte durch moderne Dieselbusse zu ersetzen. Von 1996 an formierte sich immer mehr Widerstand aus Politik und Bevölkerung gegen diese Planungen, neue Gutachten ergaben unter anderem durch die Kosten für die Deinstallation der Infrastruktur (Oberleitungen, Masten, Unterwerke) einen viel geringeren Kostenvorteil als zunächst angenommen. Im November desselben Jahres verwarfen die Stadtwerke die Planungen, zum Wechsel des Jahrtausends sollten mithilfe von Fördermitteln des Landes neue Oberleitungsbusse angeschafft werden.
Im Jahr 1999 gründete sich das Obus-Museum Solingen als ehrenamtlicher Verein zur Wiederinstandsetzung und Pflege von historischen Oberleitungsbussen.
Im Zusammenhang mit dem Übergang zur vierten Fahrzeuggeneration wurden die MAN-Gelenkwagen Anfang des neuen Jahrtausends schrittweise stillgelegt, den Abschluss bildete Wagen 20 am 18. Juni 2003. Auch viele Solowagen gingen außer Betrieb. Lediglich 15 Fahrzeuge dieses Typs blieben erhalten und bedienten bis zum Herbst 2009 hauptsächlich die Linie 683 auf der Strecke von Wuppertal-Vohwinkel nach Burg. Wagen 32 ging 2006 an das Deutsche Museum in München und ist seitdem im Verkehrszentrum ausgestellt.
Ein Großteil der außer Dienst gestellten O-Busse der Typen SG 200 HO und SL 172 HO wurde an den Oberleitungsbus Sarajevo abgegeben. Dort sind sie teilweise bis heute im Einsatz. Zuletzt sind im November 2015 die jahrelang in Solingen abgestellten 13 Fahrzeuge vom Typ SL 172 HO in die Ukraine nach Mariupol transportiert worden. Nach einer technischen und optischen Wiederaufarbeitung befinden sich die Obusse bis heute im Einsatz. Ausgenommen davon sind die beiden Museumswagen 5 und 42. Sie gehören dem Obus-Museum Solingen, kommen aber fallweise im planmäßigen Linienverkehr der Stadtwerke zum Einsatz. Dadurch sollen in erster Linie Standschäden vermieden werden.
Wagen 5 wird seit 2010 nicht mehr im Verkehr eingesetzt und muss nach Beseitigung diverser Standschäden aufgearbeitet werden; er befindet sich zerlegt im Obus-Museum. Wagen 42 kommt fast täglich im morgendlichen Schülerverkehr auf der Linie 681 zum Einsatz.

### Vierte Generation (seit 2001)
Mit Einführung der vierten Fahrzeuggeneration ging gleichzeitig der Umstieg auf moderne Niederflurtechnik einher. Zudem verkehren seit 2009 ausschließlich Gelenkwagen.
2001 begann die Auslieferung der ersten von insgesamt 15 Berkhof-Gelenkwagen, die ersten der insgesamt 20 Van-Hool-Gelenkwagen folgten ein Jahr darauf. Beide Fahrzeugtypen entstammten Gemeinschaftsbestellungen mit anderen Oberleitungsbusbetrieben in Deutschland, Österreich und den Niederlanden.
Im Dezember 2009 ersetzten die Stadtwerke schließlich die letzten verbliebenen hochflurigen MAN-Solowagen durch 15 Gelenkwagen des Typs Swisstrolley 3 von Carrosserie Hess. In diesem Zusammenhang wurde am 16. November 2009 die Linie 683 bis zur neuen Endhaltestelle Burger Bahnhof verlängert, die zuvor Burgtalstraße hieß. Als Besonderheit wurden jedoch keine neuen Oberleitungen installiert, vielmehr benutzen die dorthin verkehrenden O-Busse auf einer Strecke von etwa einem Kilometer seitdem erstmals ihren Hilfsantrieb im regulären Fahrgastbetrieb. Mit diesem kann auch im Dieselmotorbetrieb eine Fahrgeschwindigkeit von 50 km/h erreicht werden. Mit den Haltestellen Haus Sonne und Burger Bahnhof kamen zwei neue Stationen hinzu. Ab- und angedrahtet wird an der Haltestelle Burg Seilbahn, dieser Vorgang erfolgt jeweils automatisch. Die Drehscheibe Unterburg wird seitdem nicht mehr benötigt, ist aber für Sonderfahrten weiterhin betriebsbereit und soll dauerhaft museal erhalten bleiben. Die Verlängerung der Linie 683 zum Burger Bahnhof steigerte die Linienattraktivität deutlich. Dort entstand ein neuer Knotenpunkt mit den Buslinien Richtung Remscheid (Verkehrsbetriebe Remscheid) und Wermelskirchen (Regionalverkehr Köln).
Allerdings reduzierte sich im Zuge des dritten Generationswechsels die Zahl der O-Busse von 67 auf 50. Dies hat einen verstärkten Dieselbuseinsatz auf Obus-Linien zur Folge.
Zum 31. Januar 2023 wurden die letzten fünf verbliebenen Berkhof-Fahrzeuge nach knapp 22 Jahren des Einsatzes ausgemustert. Eines der Fahrzeuge wird dem Obus-Museum Solingen zugeführt, die übrigen werden aus Mangel an Ersatzteilen verschrottet. Eine Ausmusterung der Van-Hool-Fahrzeuge, die 2002 und 2003 in Dienst gingen, ist für den Sommer 2024 geplant.

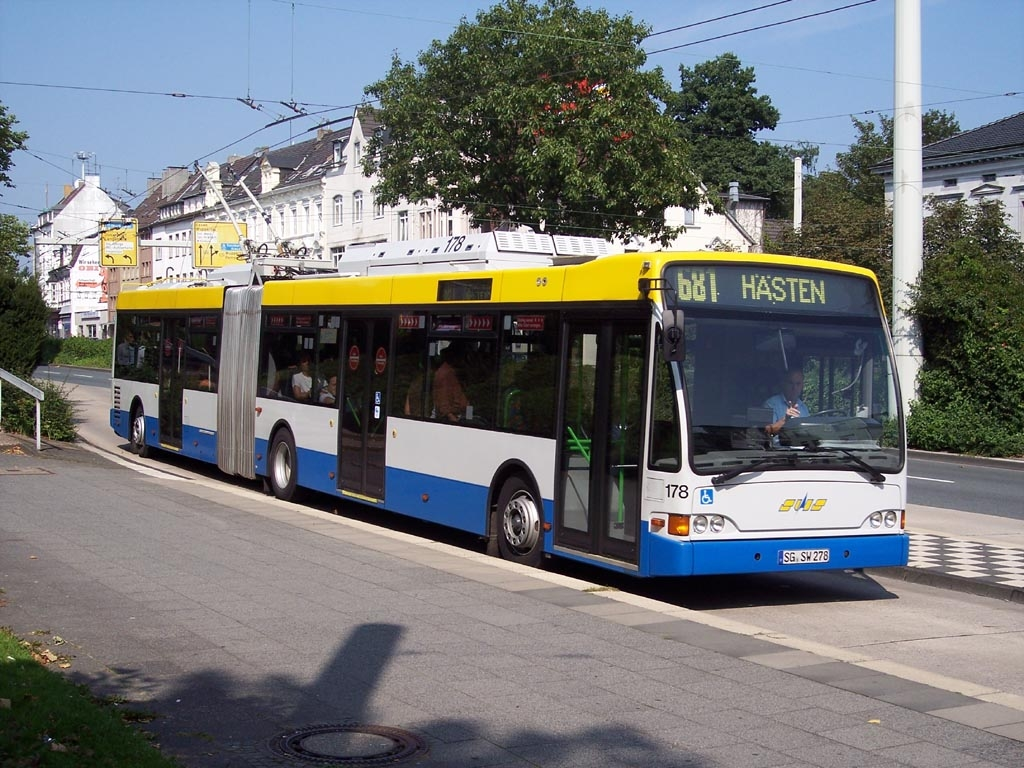
Gelenkwagen der vierten Generation: Berkhof Premier AT 18
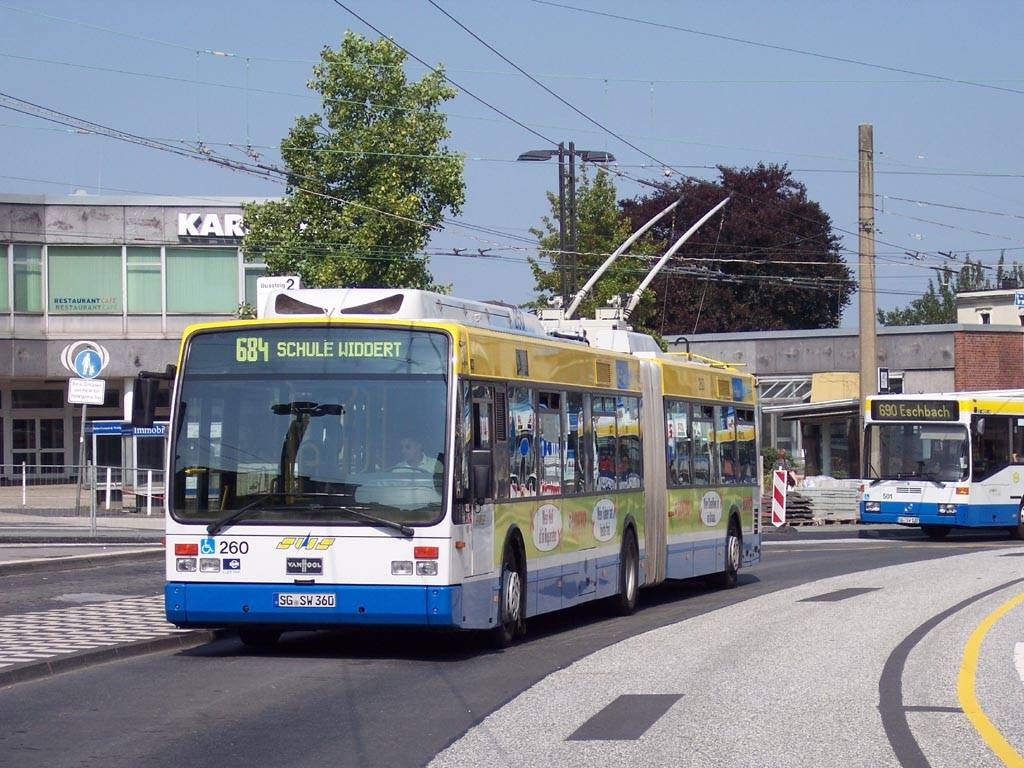
Van-Hool-Gelenkbus, eingesetzt seit 2002
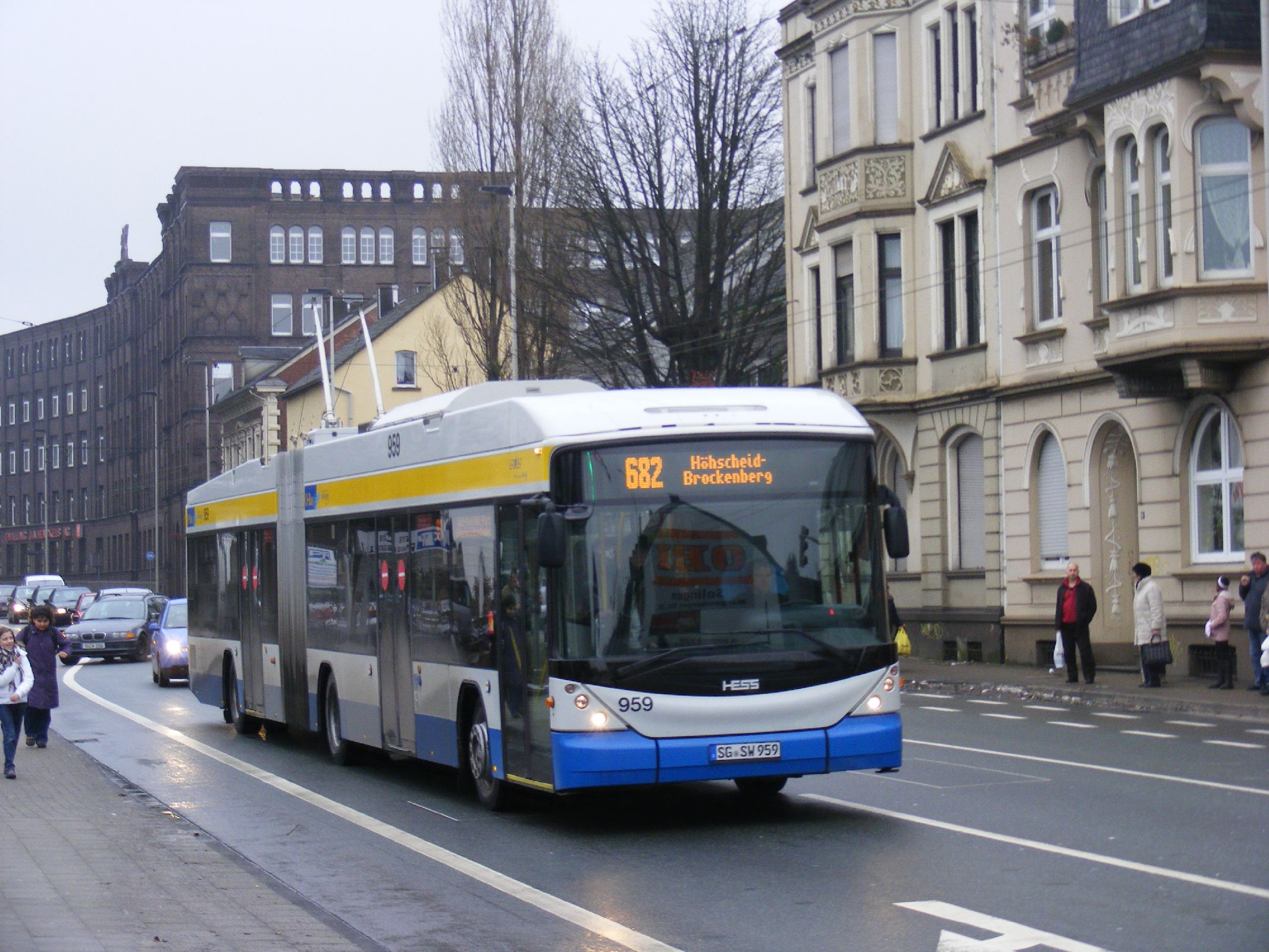
Ein seit 2009 verkehrender Hess Swisstrolley

### Verlängerung zum Bahnhof Wuppertal-Vohwinkel (2014)
Seit dem 4. August 2014 befahren die O-Busse der Linie 683 nach ihrer vorherigen Endstation an der Schwebebahn eine knapp 350 Meter lange Verlängerung zum Bahnhof Wuppertal-Vohwinkel. Dies erfolgt ebenfalls mittels Hilfsantrieb. Eine Elektrifizierung scheiterte an der geringen Höhe der Eisenbahnunterführung beim Bahnhof, dort wäre eine kostspielige Tieferlegung der Fahrbahn nötig gewesen.
Die Verbindung zu dieser SPNV-Station war bereits seit 1983 geplant, scheiterte jedoch viele Jahre an der zunächst erforderlichen Umgestaltung des Vorplatzes. Der Bahnhof Vohwinkel befand sich früher im Besitz der Deutschen Bahn AG und steht unter Denkmalschutz. Ein weiteres Problem wären die Kosten für eine Wendeschleife der O-Busse gewesen: Es wurden in der Planungsphase 160.000 Euro veranschlagt. Ursprünglich wollte die Deutsche Bahn den Platz an die Stadt Wuppertal verkaufen, trat ihn aber später kostenlos ab.

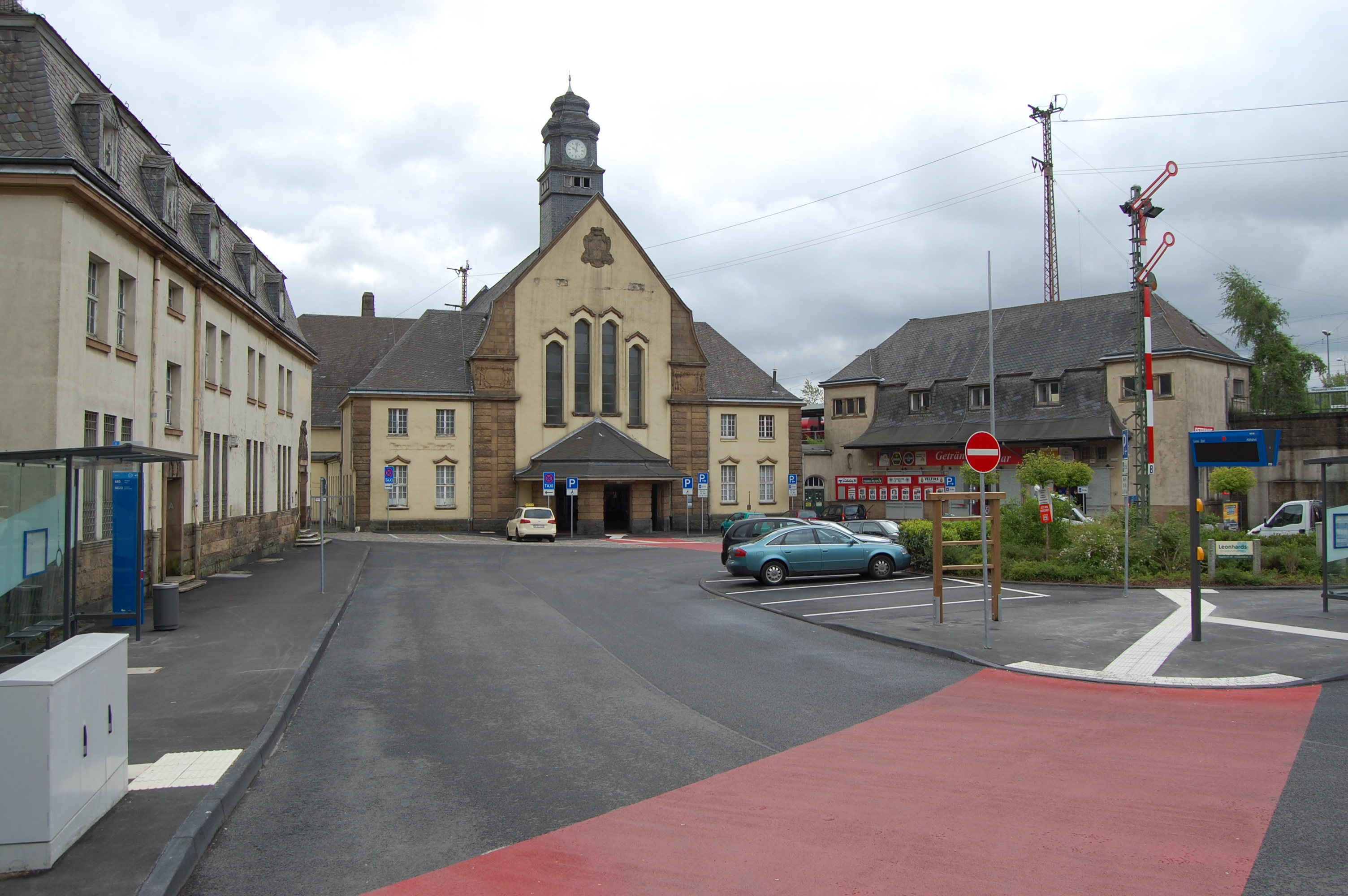
Der Anfang 2014 neu gestaltete Bahnhofsvorplatz
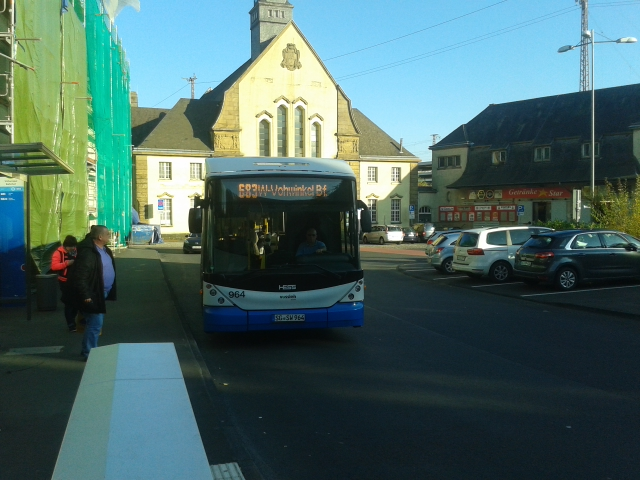
O-Bus mit abgezogenen Stromabnehmern am Bahnhof Vohwinkel

### Umstellung auf Batterie-Oberleitungs-Busse (seit 2018)
Die Stadtwerke testeten ab Juni 2018 auf dem bestehenden Netz vier sogenannte Batterie-Oberleitungs-Busse (BOB) von Solaris und Kiepe Electric. Die Fahrzeuge bieten grundsätzlich das Potential, bislang mit Dieselbussen betriebene Linien auf vollelektrischen Betrieb umzustellen. Dies wird durch den neuen Fahrzeugtyp ermöglicht, der sowohl einen Akku wie auch Stromabnehmer verbaut hat, so dass während der Fahrt auf Strecken mit der Oberleitung der Akku aufgeladen werden kann, aber auch abseits der Oberleitung gefahren werden kann. Das erste dieser Fahrzeuge wurde am 12. Januar 2018, der zweite Wagen am 22. März 2018 nach Solingen ausgeliefert. Ein drittes und viertes Fahrzeug folgten bis Anfang April 2018. Die Jungfernfahrt mit Fahrgästen erfolgte am 16. Juni 2018. 
Die vier BOB fahren seit Abschluss der dafür notwendigen Vorarbeiten auf der 14,3 Kilometer langen Linie 695 vom Abteiweg in Gräfrath nach Meigen, die bisher mit Dieselbussen betrieben wurde und auf lediglich 2,8 Kilometern über eine Oberleitung verfügt. Auf den restlichen zwölf Kilometern werden die beiden Fahrmotoren mit Strom aus der flüssigkeitsgekühlten Batterie gespeist. Der elektrische Betrieb auf der Linie 695 startete am 31. Oktober 2019.
Ein Bewilligungsbescheid für 32 weitere Fahrzeuge wurde vom Fördergeber im Februar 2019 übergeben, woraufhin 16 Fahrzeuge bereits beim polnischen Hersteller Solaris bestellt wurden. Die Fahrzeuge ersetzten u. a. auch die Berkhof-Fahrzeuge aus dem Jahr 2001, von denen die letzten am 31. Januar 2023 ausgemustert wurden.
Im Herbst 2020 bestellte der Verkehrsbetrieb weitere 16 BOB beim polnischen Hersteller Solaris, die seit Ende 2021 ausgeliefert werden. Es handelt sich um Solowagen vom Typ Solaris Trollino 12. Diese rund 12 m langen Fahrzeuge werden seit Anfang Januar 2024 auf den neu verknüpften Linien 685, 686 und den bisher mit Dieselbussen betriebenen Linien 691 und 694 eingesetzt. Dafür wurden am Busbahnhof Aufderhöhe an zwei Bussteigen Ladepunkte über Trichter für eine Zwischenladung der Fahrzeuge installiert. Da zu Jahresbeginn 2024 noch nicht genügend Fahrzeuge vom Typ Solaris Trollino 12 vorhanden waren, werden vorübergehend noch einzelne Kurse mit Dieselbussen bedient. Geplant ist jedoch der vollelektrische Betrieb auf den beiden Linien 691 und 694.

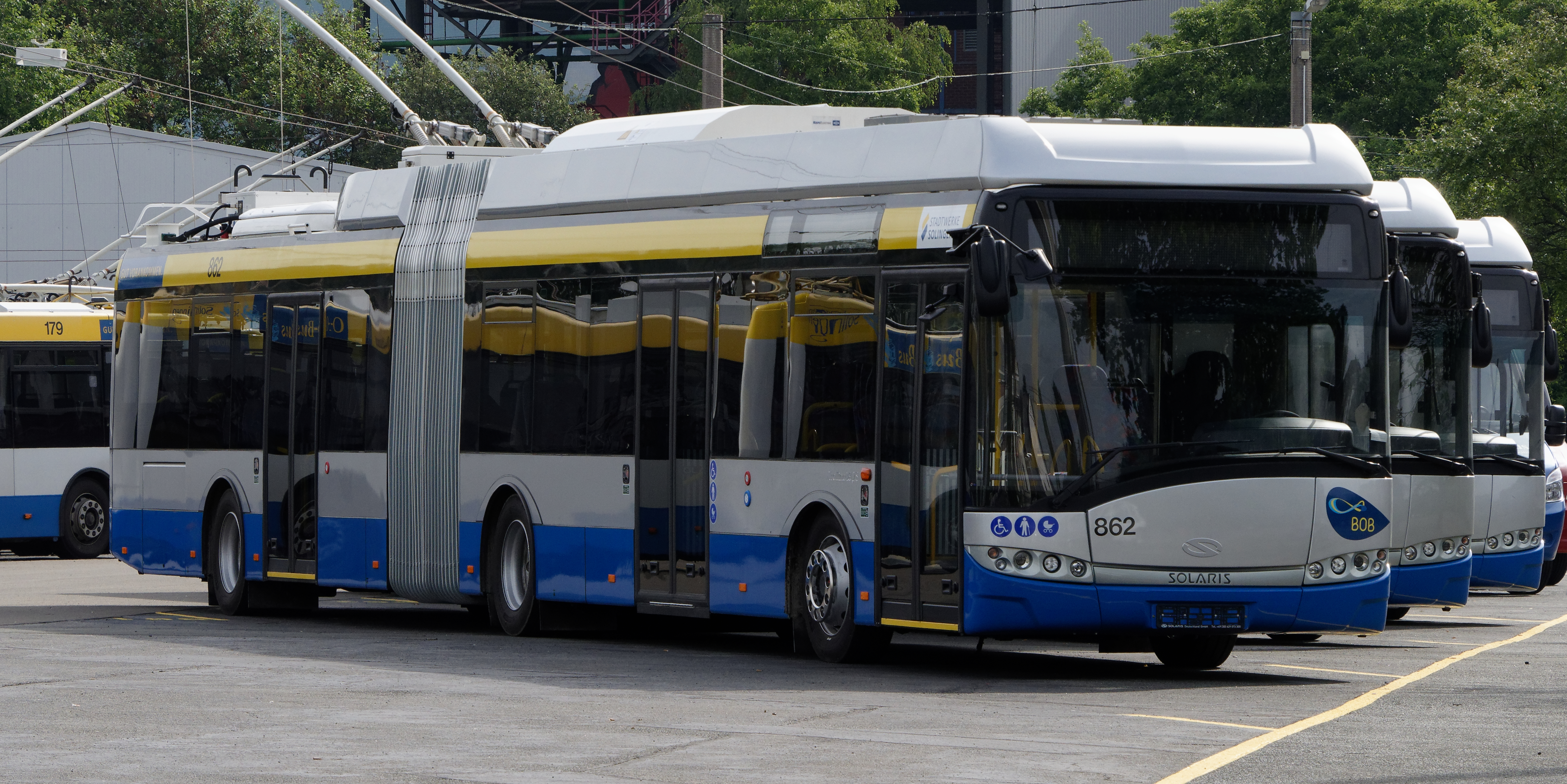
Der BOB auf dem Gelände der Stadtwerke Solingen
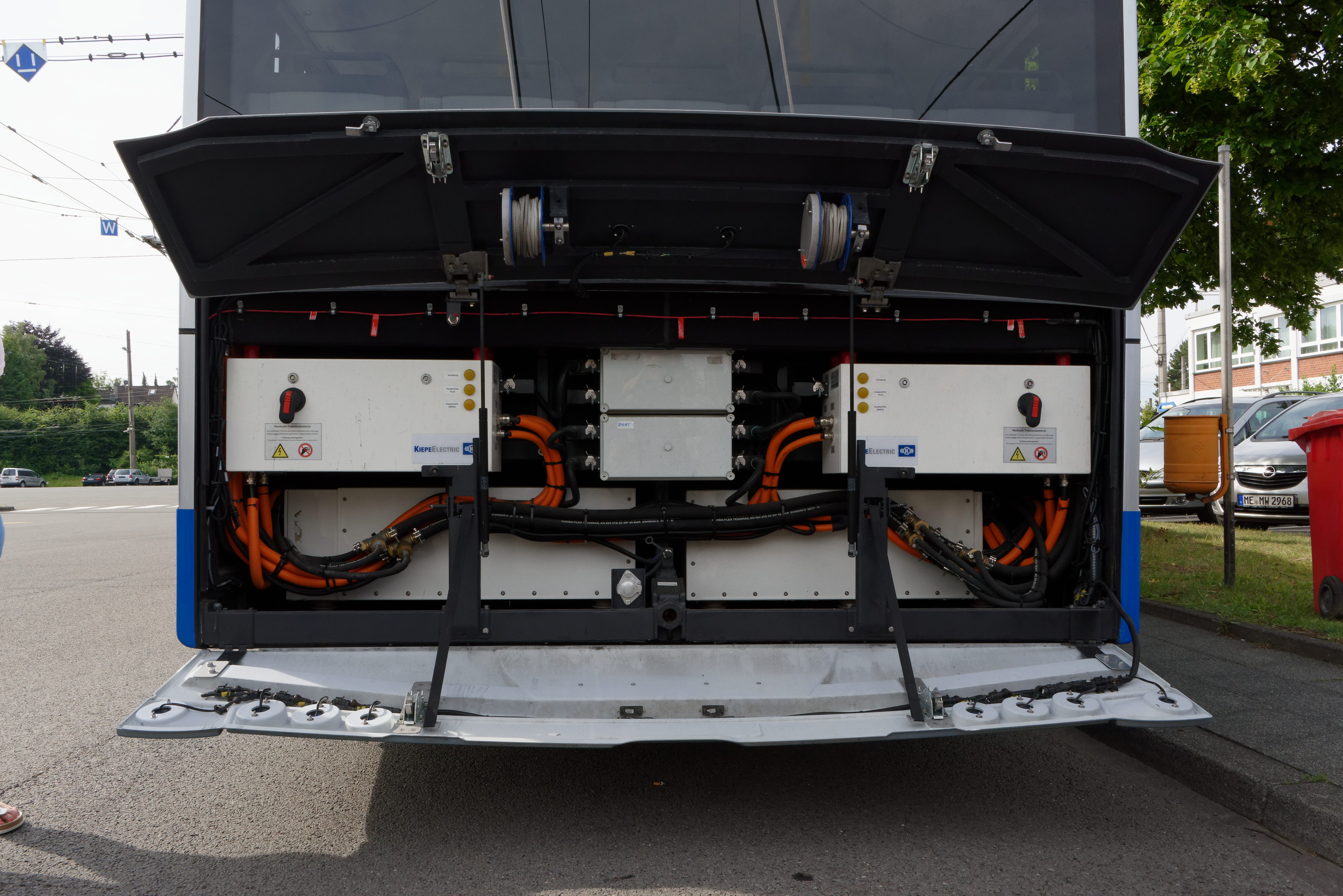
Steuereinheiten und Akku
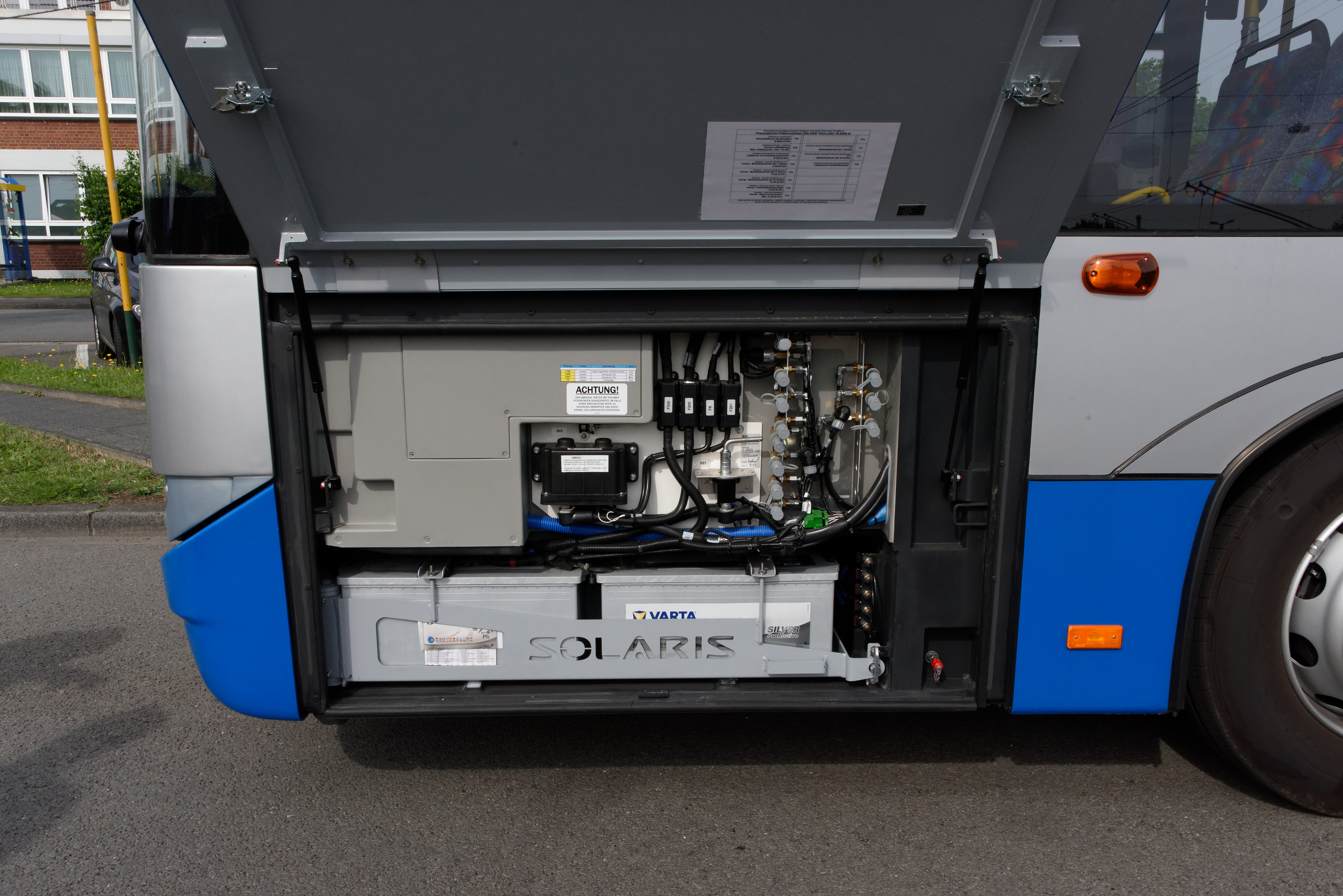
Zentrale Steuerung zum Ein- und Ausschalten
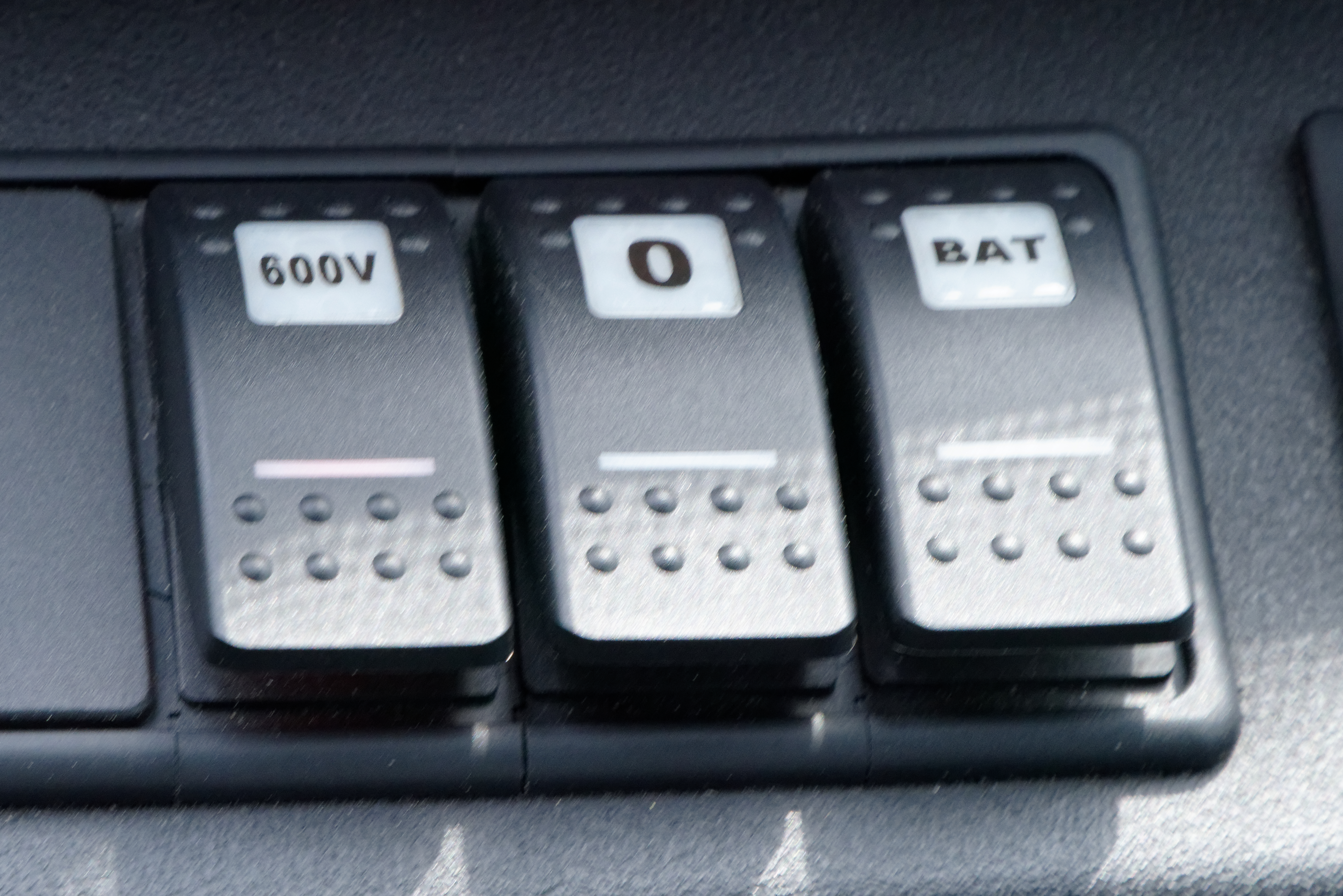
Auswahl der Betriebsart, 600 V = Oberleitung
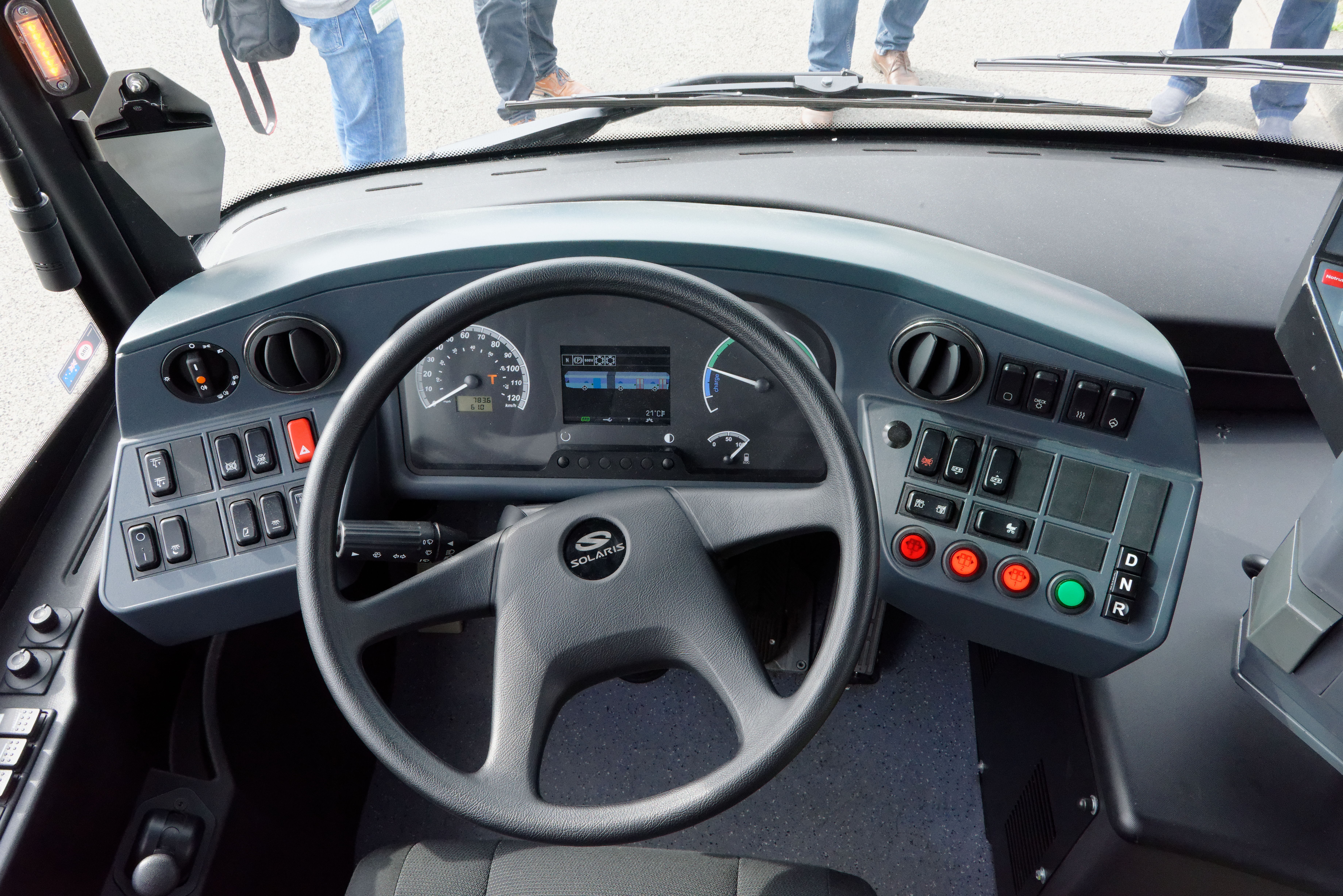
Fahrerplatz
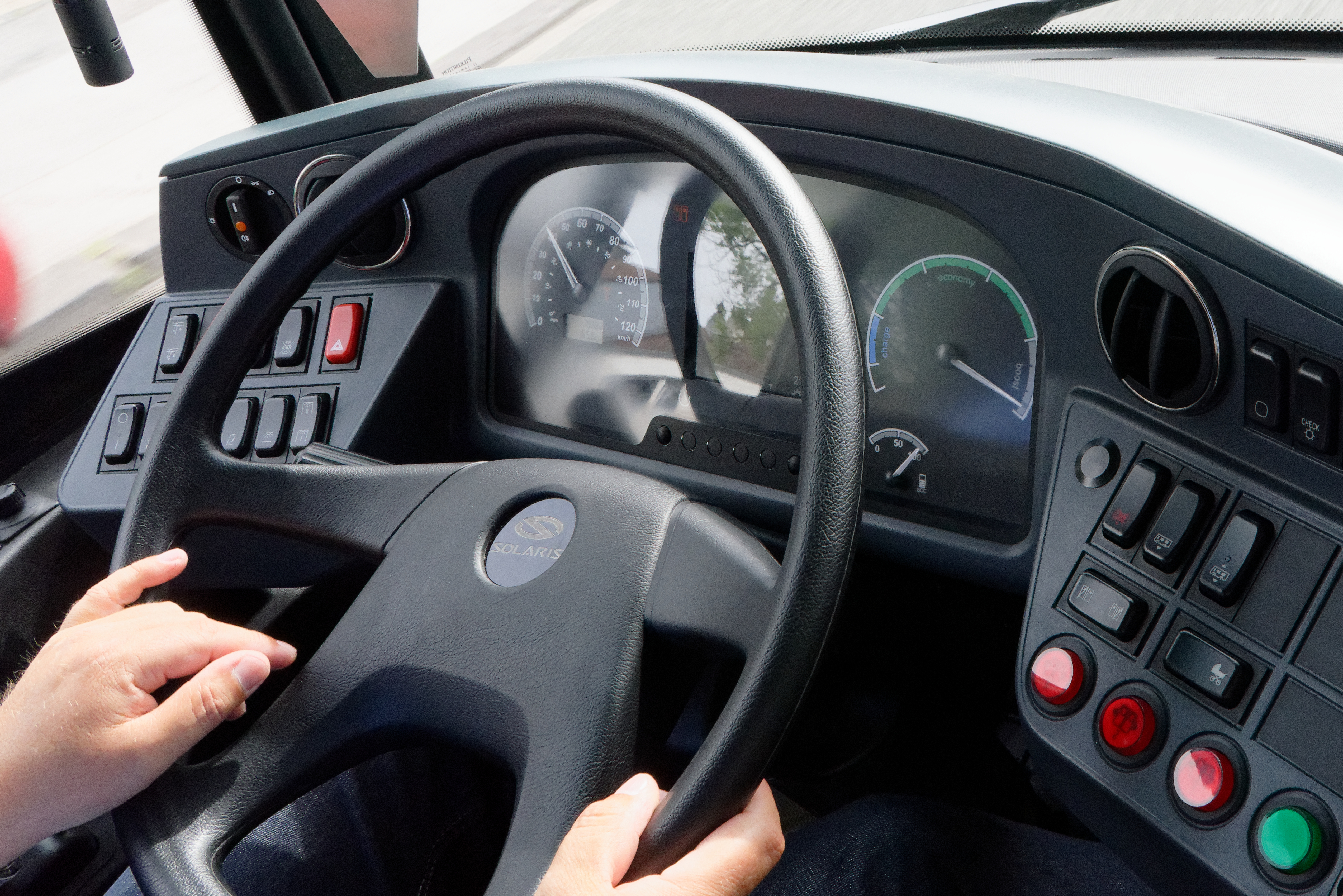
Anzeige des Verbrauches unter Volllast
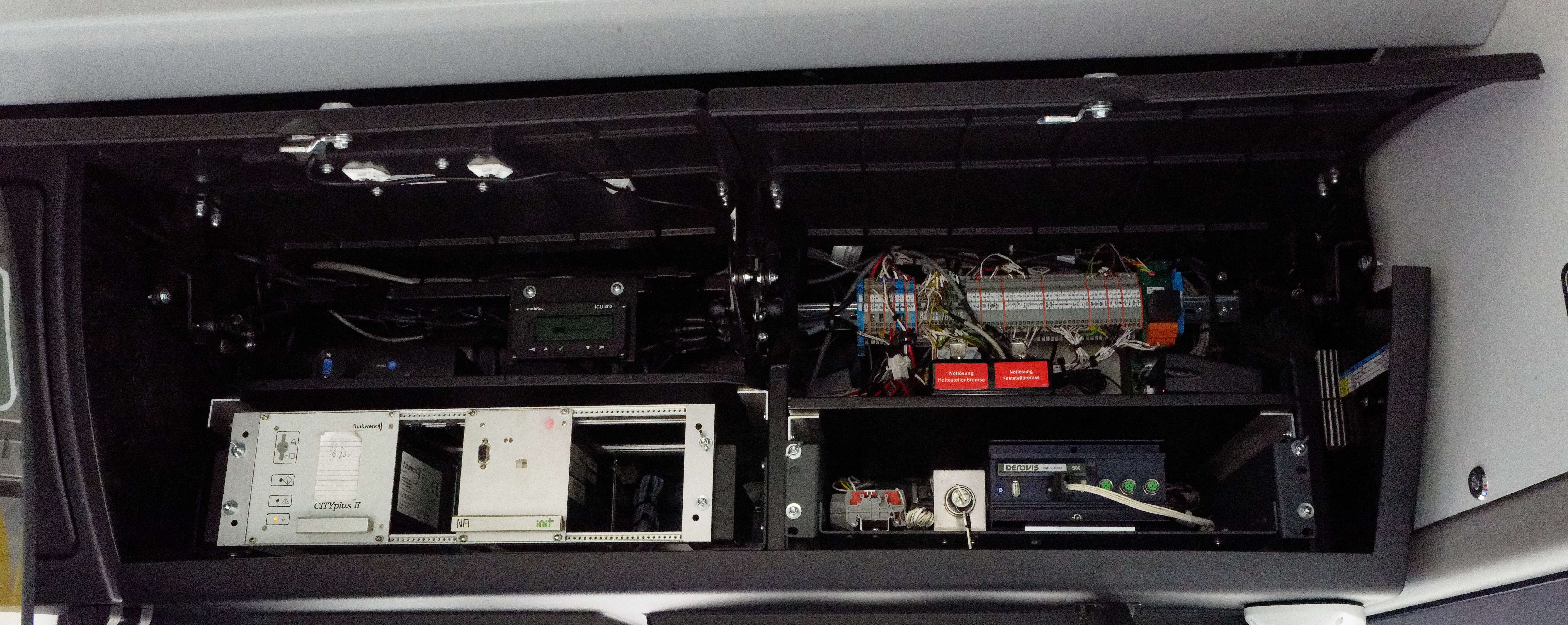
Zentrale Einheit für die Bildspeicherung (60 Stunden) oberhalb des Fahrers

## Fahrzeuge
|                              | Nummern              | Stück | Hersteller           | Elektrik        | Typ                | Art    | Niederflur | Einsatzzeitraum / Bemerkungen |
| ---------------------------- | -------------------- | ----- | -------------------- | --------------- | ------------------ | ------ | ---------- | --- |
| Erste Generation (79 Wagen)  | 1–62                 | 62    | Uerdingen / Henschel | Kiepe / BBC     | ÜHIIIs             | Solo   | nein       | 19. Juni 1952 bis 27. Dezember 1974, ausgenommen Museumswagen 59                                                                       |
| Erste Generation (79 Wagen)  | 63                   | 1     | Uerdingen / Henschel | BBC             | ÜHIIIs             | Solo   | nein       | 1954 für den Oberleitungsbus Bochum gebaut, 1959 gebraucht übernommen                                                                  |
| Erste Generation (79 Wagen)  | 64–69                | 6     | Henschel             | Kiepe           | HS 160 OSL         | Solo   | nein       | 1960 bis 15. Juli 1971 |
| Erste Generation (79 Wagen)  | 70–75                | 6     | Henschel             | Kiepe           | HS 160 OSL-G       | Gelenk | nein       | 1960 bis 15. Juli 1971 |
| Erste Generation (79 Wagen)  | 01–04                | 4     | Uerdingen / Henschel | SSW             | ÜHIIIs             | Solo   | nein       | 1953 für den Oberleitungsbus Minden gebaut, 1965 gebraucht übernommen                                                                  |
| Zweite Generation (80 Wagen) | 1–14                 | 14    | Eigenbau SWS         | Kiepe           | TS 1               | Solo   | ja         | ab 13. März 1968 |
| Zweite Generation (80 Wagen) | 15–45                | 31    | Eigenbau SWS         | Kiepe           | TS 2               | Solo   | nein       | ab 1970 |
| Zweite Generation (80 Wagen) | 46–80                | 35    | Eigenbau SWS         | Kiepe           | TS 3               | Solo   | nein       | ab 1972 bis 7. Juli 1988, Wagen 68 kehrte im September 2014 aus Mendoza in Argentinien zurück und wird zum Museumswagen aufgearbeitet. |
| Prototypen und Vorführwagen  | 55                   | 1     | FBW                  | BBC-Sécheron    | 91 GTL             | Gelenk | nein       | 1976, Wagen vom Trolleybus Bern. Seit 2004 befindet sich dieser Wagen als Schenkung im Bestand des Obus-Museums.                       |
| Prototypen und Vorführwagen  | 81                   | 1     | MAN                  | Kiepe           | SG 200 TH          | Gelenk | nein       | 1979 bis 1983, danach zurück an MAN, Prototyp                                                                                          |
| Prototypen und Vorführwagen  | 82                   | 1     | Daimler-Benz         | BBC-Sécheron    | O 305 GT           | Gelenk | nein       | 1982, Prototyp, noch im gleichen Jahr zum Oberleitungsbus Kaiserslautern                                                               |
| Prototypen und Vorführwagen  | 83                   | 1     | Van Hool             | Kiepe           | AG 280 T           | Gelenk | nein       | März bis August 1985, Prototyp, noch im gleichen Jahr zum Oberleitungsbus Gent                                                         |
| Dritte Generation (68 Wagen) | 1–6, 7 I, 7 II, 8–21 | 22    | MAN                  | Kiepe           | SG 200 HO          | Gelenk | nein       | 15. Februar 1984 bis 18. Juni 2003, ausgenommen Museumswagen 5                                                                         |
| Dritte Generation (68 Wagen) | 22–67                | 46    | MAN                  | Kiepe           | SL 172 HO          | Solo   | nein       | 7. April 1986 bis 15. November 2009, ausgenommen Museumswagen 42                                                                       |
| Vierte Generation (50 Wagen) | 171–185              | 15    | Berkhof              | Alstom / Traxis | Premier AT 18      | Gelenk | ja         | 10. Juni 2001 bis 31. Januar 2023; Verschrottung aller Fahrzeuge bis auf eines                                                         |
| Vierte Generation (50 Wagen) | 251–270              | 20    | Van Hool             | Kiepe           | AG 300 T           | Gelenk | ja         | seit 25. September 2002, Ausmusterung für Sommer 2024 geplant                                                                          |
| Vierte Generation (50 Wagen) | 951–965              | 15    | Carrosserie Hess     | Vossloh Kiepe   | Swisstrolley 3     | Gelenk | ja         | seit 26. Januar 2009 |
| Generation BOB               | 861–864              | 4     | Solaris Bus & Coach  | Kiepe Electric  | Trollino 18.75 III | Gelenk | ja         | seit Juni 2018 |
| Generation BOB               | 865–880              | 16    | Solaris Bus & Coach  | Kiepe Electric  | Trollino 18 IV     | Gelenk | ja         | acht seit Ende 2020, acht weitere ab Ende 2022                                                                                         |
| Generation BOB               | 201–216              | 16    | Solaris Bus & Coach  | Kiepe Electric  | Trollino 12 IV     | Solo   | ja         | acht seit Ende 2021, acht weitere ab Ende 2023                                                                                         |

In der Tabelle nicht dargestellt sind die neun O-Bus-Anhänger der Peter Bauer Fahrzeugfabrik aus Köln. Sie wurden zwischen 1952 und 1962 in den Hauptverkehrszeiten auf den Linien 1 und 2 eingesetzt, von ihnen blieb kein Exemplar erhalten. Außerdem erfolgte in den 1990er Jahren der versuchsweise Einsatz eines MAN NGE 152 aus Eberswalde. Ferner testete das Unternehmen Kiepe aus dem nahen Düsseldorf im Solinger Netz diverse O-Busse, die für andere Betriebe bestimmt waren.

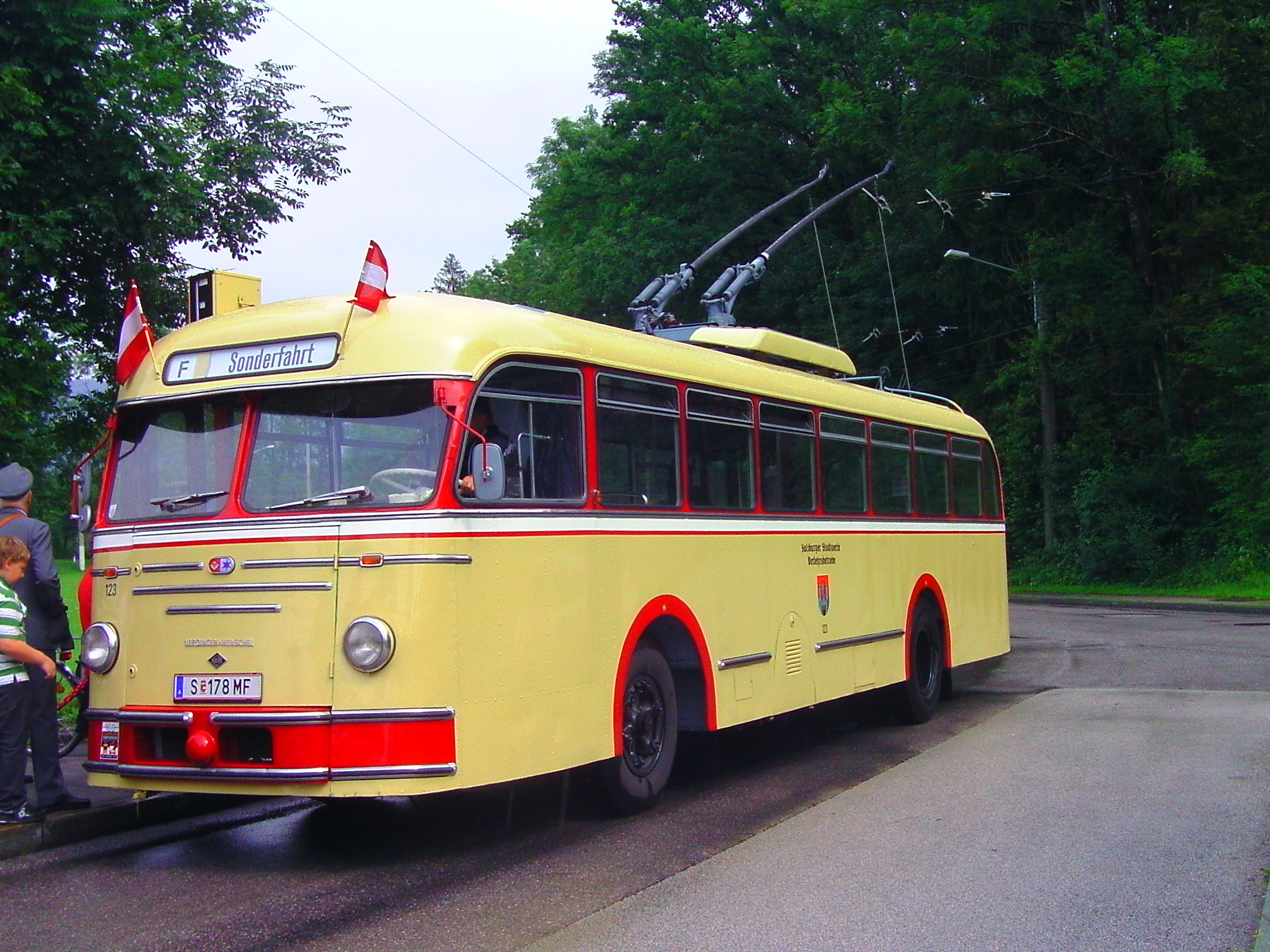
Der ehemals Solinger ÜHIIIs Nummer 40 als Museumswagen 123 beim Oberleitungsbus Salzburg
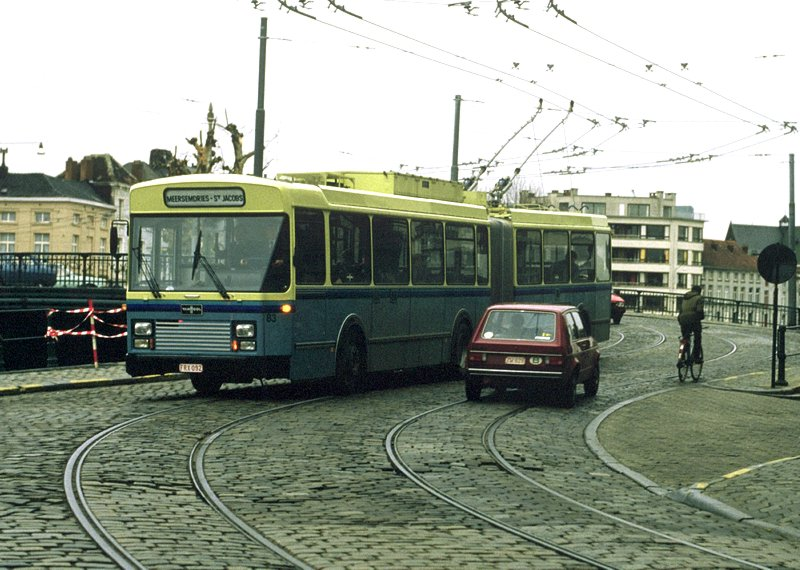
Prototyp 83 in Gent, noch mit Solinger Betriebsnummer